# Řád milionu slonů a bílého slunečníku
Řád milionu slonů a bílého slunečníku (laosky ອິສະຣິຍາພອນລ້ານຊ້າງຮົ່ມຂາວ) bylo státní vyznamenání Laoského království založené roku 1909. Řád byl udílen občanům Laoského království i cizincům za jejich služby státu.

## Historie a pravidla udílení
V roce 1893 se stal Laos francouzským protektorátem. Královský dvůr Luang Prabang, který měl v předchozím období pouze omezený kontakt s evropskou kulturou, tak získal k této kultuře přístup a během několika let přijal řadu evropských zvyků, včetně nošení uniforem a s nimi souvisejícími vyznamenáními.
Řád byl založen laoským králem Sisavangem Vongem dne 1. května 1909. Pojmenován byl po Království Lan Xang Hom Khao, jehož název v překladu znamená Země milionu slonů a bílého slunečníku. Původně byl řád udílen pouze laoským vojákům a civilistům za jejich přínos k rozvoji země a za jejich loajalitu ke království. Od roku 1923 bylo udílení řádu rozšířeno i o cizince tak, aby jím mohli být vyznamenáváni také francouzští občané či občané francouzské koloniální říše za služby Laosu. Při svém založení byl udílen v jediné třídě. Počet tříd se během let zvyšoval, takže 18. srpna 1923 byl řád rozdělen do čtyř tříd, další třída byla přidána 20. listopadu 1927 a třída řetězu jakožto nejvyšší třída řádu byla přidána 10. září 1936.
Řád byl udílen králem, ale právo nominace měl guvernér Laosu a generální guvernér Indočíny, takže o udělení řádu fakticky rozhodovala francouzská správa. Obvykle byl udílen francouzským koloniálním úředníkům a důstojníkům, kteří na území Laosu sloužili po určité období. Nižší třídy řádu proto byly udíleny velmi často. Po vzoru Řádu čestné legie mohl být i tento řád udělen také městům. Byl jím oceněn například Verdun, což svědčí o tom, že k udělení řádu nebyla podmínkou souvislost s Laosem.
Poté, co Laoské království získalo nezávislost, byly odkazy na období francouzské správy nad Laosem zrušeny, ale udílení tohoto řádu i nadále pokračovalo. Nejvyšší třída řádu byla od té doby byla pravidelně udílena při státních návštěvách.
Po svržení monarchie a vyhlášení Laoské lidově demokratické republiky přestal být řád roku 1975 udílen a následně byl zrušen.

## Symbolika
Slon je v buddhistickém náboženství posvátným zvířetem a symbolizuje sílu, moudrost, rozvážnost a trpělivost. Bílý deštník je symbolem královské důstojnosti.

## Třídy
Řád byl od roku 1936 udílen v šesti třídách:
- řetěz
- velkostuha (ປະຖະມາພອນ) – Řádový odznak se nosil na široké stuze spadající z pravého ramene na protilehlý bok. Řádová hvězda se nosila nalevo na hrudi.
- velkodůstojník (ທຸຕິຍາພອນ) – Řádový odznak se nosil na úzké stuze s růžicí nalevo na hrudi. Řádová hvězda se nosila napravo na hrudi.
- komtur (ຕະຕິຍາພອນ) – Řádový odznak se nosil na úzké stuze kolem krku. Řádová hvězda této třídě již nenáležela.
- důstojník (ຈະຕູດຖາພອນ) – Řádový odznak se nosil na stužce s rozetou nalevo na hrudi.
- rytíř (ປັນຈະມາພອນ) – Řádový odznak se nosil na stužce bez rozety nalevo na hrudi.

řetěz
velkostuha
velkodůstojník
komtur
důstojník
rytíř

## Insignie
Řádový odznak má tvar zlatého bíle smaltovaného slona se třemi hlavami, které na sobě mají červeně smaltovanou pokrývku. Pod hlavami je zeleně smaltovaný paví ocas. Hlavy slona jsou převýšeny kuželovitým slunečníkem, který se skládá ze čtyř zlatých oválných štítů, nad kterými je sedm střídajících se zlatých a bílých pruhů s vrcholem ve tvaru trojlístku. Nad slunečníkem a kolem něj je červeně smaltovaná stuha, na které je zlatým starolaoským písmem vepsán název řádu. Zadní strana odznaku je hladká, bez smaltu. Ke stuze je odznak připojen pomocí jednoduchého kroužku.
Řádová hvězda je stříbrná a osmicípá. Svislé a vodorovné cípy mají tvar trojlístku se zahnutými lístky, kdy jsou dva lístky zahnuty ve směru hodinových ručiček a jeden v protisměru. Mezi těmito cípy jsou cípy tvořené shluky různě dlouhých zašpičatělých paprsků. Uprostřed hvězdy je položen řádový odznak.
Stuha z hedvábného moaré je červená se žlutými pruhy širokými 1 a 2 mm na obou stranách a žlutým laoským ornamentem ve formě souvislých klikatých čar směrujících ke středu, složených z šipek ve tvaru kosočtverce.

## Významní nositelé
Mezi významnými nositeli řádu byli nepálští králové Mahéndra a Biréndra, thajský král Pchúmipchon Adunjadét a jeho žena Sirikit, kambodžský král  Norodom Sihanuk, francouzský prezident Charles de Gaulle, či  francouzský generál Philippe Leclerc de Hauteclocque.